# San Giovanni in Persiceto
San Giovanni in Persiceto (dal 1912 al 1927 Persiceto; San Żvân in dialetto bolognese occidentale) è un comune italiano di 28 047 abitanti della città metropolitana di Bologna in Emilia-Romagna. Dal gennaio 2012 è sede amministrativa dell'Unione dei comuni Terre d'acqua.

## Origini del nome
Il toponimo è attestato a metà dell'VIII secolo come Persisido e nel 936 come Sancti Iohannis in Persiceta. La prima parte del nome deriva dal culto di San Giovanni Battista, mentre la seconda (persicetum) indica un pescheto, ovvero un frutteto con alberi di pesco. Dal 1912 al 1927 il comune è stato denominato semplicemente Persiceto per spirito anticlericale.

## Storia

### Dall'antichità al Cinquecento
Il territorio del Comune di San Giovanni in Persiceto fu abitato, almeno nella parte alta (meridionale), fin dalla preistoria, come testimoniano resti dell'antica civiltà del bronzo e della prima età del ferro. Sulla base della
tradizione classica e della toponomastica si ritiene certa la presenza di comunità galliche. L'occupazione del territorio da parte dei Romani è testimoniata dalle superstiti tracce della centuriazione (II secolo a.C.). Non esiste ancora traccia di un centro abitato, ma si può ipotizzare l'esistenza di un aggregato di case e terreni (vicus).
Sul persicetano nell'epoca del tardo impero romano le fonti storiche sono mute o pressoché inesistenti: è probabile che le popolazioni presenti furono toccate dalle invasioni barbariche, certamente dalle alluvioni, le cui conseguenze sono ancora evidenti nella zona ad est della città. Le terre abbandonate tornarono paludose e boscose, fino a quando, sotto il dominio dell'Esarcato di Ravenna, non furono riprese le opere di contenimento delle acque. In epoca bizantina attraversò il territorio una linea difensiva eretta contro i Longobardi, i quali tuttavia, con Liutprando, intorno al 727, la sfondarono ed occuparono, tra gli altri, il castrum Persiceta (prima di quell'anno il toponimo non è documentato). È probabile che risalga ad epoca longobarda la caratteristica forma del vecchio nucleo della città, il cosiddetto “borgo rotondo”. L'azione longobarda portò inoltre alla nascita del Ducato di Persiceto: istituito da Liutprando nel 728 circa durante l'espansione longobarda in Emilia-Romagna ai danni dell'Esarcato d'Italia, comprendeva due vaste estensioni territoriali dette pagi, quella di Monteveglio a sud della Via Emilia e quella di Persiceto a nord, da cui trasse il nome.
Caduto il regno Longobardo nel 774, il distretto altomedioevale di Persiceto (poi "San Giovanni in Persiceto") appartenne a lungo al Contado di Modena che si estendeva fino al Samoggia. Sul territorio persicetano esercitò la propria supremazia l'abbazia di Nonantola, ma si può ritenere che già nel IX secolo esso passasse al Contado bolognese. È probabile, infatti, che verso la metà di quel secolo sorgesse la pieve di San Giovanni ad opera dei vescovi di Bologna. Risalgono forse a quell'epoca le prime concessioni ai persicetani di vaste estensioni di terreni incolti e paludosi ad meliorandum da parte degli abati di Nonantola (parte occidentale) e dei vescovi bolognesi (parte orientale): terreni che costituiranno i beni della futura Partecipanza agraria di Nonantola.
Dopo un breve periodo di autonomia (tra il sec. XI e il sec. XII), il Comune di San Giovanni in Persiceto passò sotto il dominio politico di Bologna, della quale seguì poi le sorti: fu pertanto soggetto alla signoria dei Pepoli, dei Visconti, dei Bentivoglio e, all'inizio del secolo XVI, fu assoggettato definitivamente al dominio pontificio. Il "castello" o "terra" di San Giovanni in Persiceto nei secoli XIII e XIV si ampliò con la formazione di una seconda cerchia fuori del Borgo Rotondo e con la creazione di altri borghi esterni, circondati, come il castello, da fosse, palancati e porte. A causa, tuttavia, della ribellione dei Persicetani, fin dal secondo decennio del Quattrocento il maggior Consiglio di Bologna deliberò di distruggere i borghi esterni e i relativi palancati, di colmare le fosse e di abbattere tutte le costruzioni che potessero servire da fortilizio: i borghi furono distrutti soltanto nel 1481, durante la signoria di Giovanni II Bentivoglio, mentre negli anni successivi il castello fu munito di nuovi bastioni e terrapieni assumendo la forma rimasta poi fondamentalmente invariata per circa quattro secoli. Si deve al Bentivoglio anche la costruzione, verso la fine del secolo XV e su disegno di Gaspare Nadi, del vasto palazzo, acquistato nel 1612 dalla comunità e più volte modificato, che ancora oggi è sede del Municipio.
Negli ultimi lustri del dominio bentivolesco fu avviata l'escavazione del Cavamento, un collettore delle acque dei terreni bassi di Sant'Agata Bolognese, Crevalcore e San Giovanni in Persiceto: vaste zone del territorio persicetano settentrionale divennero coltivabili e abitabili, tanto che nell'ultimo trentennio del Cinquecento fu costruita una nuova chiesa e istituita la nuova parrocchia di San Matteo della Decima. Per riconoscenza, a Giovanni il Bentivoglio i Persicetani donarono un vasto appezzamento di terreno su cui sorse poi la villa-castello “La Giovannina”.

### Dal Cinquecento al Settecento
A cavallo tra i secoli XV e XVI si estesero anche nel Persicetano la coltivazione e la lavorazione artigiana della canapa, vennero introdotte nuove colture (gelso, riso, granoturco), aumentò la concentrazione della proprietà terriera e si consolidò il sistema mezzadrile.
Durante il secolo XVI il territorio persicetano fu spesso attraversato da eserciti stranieri con le conseguenze facilmente immaginabili: sorse l’istituto della Partecipanza agraria e si diede vita alla novennale ripartizione dei beni comuni; il centro urbano subì un processo di impoverimento, mentre si manteneva florido, grazie ad antichi privilegi, il mercato settimanale del mercoledì. Per quanto riguarda il governo locale si instaurò l'oligarchia di alcune famiglie ligie alla Chiesa e sottoposte al Reggimento bolognese e al Legato pontificio.
Nei due secoli successivi si ebbe un notevole sviluppo edilizio soprattutto all'interno del castello: scomparvero via via i numerosi "broletti" (piccoli orti) fra le case per far posto alle nuove costruzioni. Allo stesso scopo furono distrutti antichi edifici medievali, altri vennero irrimediabilmente modificati; furono costruiti conventi e chiese (tra le altre, demolita la vecchia pieve, fu costruita la chiesa Collegiata in piazza del Popolo); fu edificato il teatro comunale e sulle fondamenta dell'antica rocca sorse l'ospedale SS. Salvatore (ora sede della biblioteca comunale “G. C. Croce” e dell'archivio storico).
L'amministrazione inetta dei Legati pontifici condizionò invece negativamente lo sviluppo dell'economia agraria, mentre in altre zone della pianura padana si avviarono processi innovativi che diedero luogo, nella seconda metà del Settecento, ad una rivoluzione agronomica.
Nell'area persicetana si possono individuare fenomeni di protoindustria rurale: per secoli i Persicetani, oltre a coltivarla, lavorarono la canapa, mentre nel Settecento al mercato settimanale affluiva, insieme con la produzione locale di tele, anche quella proveniente da altri luoghi (per esempio Cento e Crevalcore), tanto che il relativo commercio fu contemplato nei bandi.

### Dalla fine del Settecento all'Ottocento
Durante il periodo napoleonico le parrocchie del territorio persicetano e santagatese furono aggregate in modo da formare quattro cantoni (1796) e la nuova Municipalità di S. Giovanni in Persiceto fece parte, per breve tempo, del Dipartimento dell'Alta Padusa, del quale era capoluogo Cento (1797), poi divenne capoluogo della Municipalità distrettuale del Samoggia. Tra il 1798 e il 1799 la vita della comunità fu turbata da tumulti, saccheggi, requisizioni e altri disordini (nella seconda metà del 1799, ritiratisi i francesi e i cisalpini, il Persicetano fu invaso dagli austrorussi, i quali si affrettarono a restaurare l'antico regime, ma nel luglio 1800 era già ripristinata la Municipalità distrettuale del Samoggia).
Dopo la costituzione della Repubblica italiana (1802), San Giovanni in Persiceto tornò a dipendere da Cento, dove fu istituita una VicePrefettura. Con i primi anni dell'Ottocento e la costituzione del Regno d'Italia (marzo 1805) tornò la quiete nel territorio persicetano, ma questa fu di nuovo turbata nel 1814 alla caduta di Napoleone fino a che, nel luglio 1815, fu restaurato il governo pontificio.
Nel ventennio tra il 1796 e il 1815, pur cambiando le strutture amministrative e la loro denominazione, a San Giovanni in Persiceto continuarono a ricoprire le cariche pubbliche per lo più le solite famiglie, evidentemente fornite di una particolare capacità di adattamento. Negli stessi anni, con l'abolizione dei privilegi feudali e delle decime, la confisca e le vendite delle terre ecclesiastiche, si ebbe l'accumulazione del patrimonio fondiario; si estese la coltura del riso con la conseguente crisi del sistema mezzadrile e la formazione del bracciantato.
Dopo la restaurazione del potere pontificio furono eseguiti notevoli lavori per il miglioramento edilizio del “castello”, il quale nel 1838 dal papa Gregorio XVI ottenne il titolo di città. Nel 1857 i Persicetani ricevettero la visita di Pio IX, ma anche qui serpeggiavano segretamente gli ideali liberali e l'aspirazione all'indipendenza e all'unità nazionale.
Alcuni giovani persicetani parteciparono come volontari alle guerre d'indipendenza ancor prima dell'annessione della regione al Regno di Sardegna (1860), ma quando fu reintrodotta dal governo nazionale l'odiosa tassa sul macinato, San Giovanni in Persiceto fu teatro di una memorabile ribellione dei contadini (7 gennaio 1869). Intanto alcune botteghe artigiane si erano ampliate trasformandosi in fabbriche che occupavano centinaia di operai: per esempio, fabbri chiodaroli diventarono imprenditori e produssero letti e mobili in ferro che varcarono i confini d'Italia, tanto che San Giovanni in Persiceto meritò il nome di "piccola Manchester dell'Emilia".
Negli ultimi decenni dell'Ottocento si estese l'istruzione pubblica, il tradizionale insegnamento classico fu sostituito da una scuola tecnica, sorse la Società di mutuo soccorso fra gli artigiani e gli operai; nel Carnevale del 1874 si ebbero i primi corsi mascherati; nel 1876 fu costituita la Società Ginnastica Persicetana; nel 1877 fu aperta al pubblico la Cassa di Risparmio; dieci anni dopo fu inaugurato il tronco Bologna-Persiceto della ferrovia Bologna-Verona.

### Gli ultimi cent'anni
La storia persicetana degli ultimi cento anni è caratterizzata da aspre lotte agrarie: dopo la Comune di Parigi (1871) si costituì nel 1872 una sezione del Fascio operaio animata dall'ex garibaldino Teobaldo Buggini, intimo amico di Andrea Costa; nel 1873 si registrò il primo sciopero di operai in una fabbrica locale; nel 1874 alcuni internazionalisti persicetani tentarono di partecipare al moto bakuniniano di Bologna. Entrata in crisi l'Internazionale anarchica, si costituirono nel gennaio 1889 la Società di sostentamento tra gli operai (primo nucleo socialista legalitario locale) e nel 1891 la Cooperativa braccianti che operò fino agli anni Settanta. Nel 1892 si cominciò a festeggiare il 1º Maggio con un comizio privato, nel 1893 fu fondata la sezione socialista, nel 1896 si costituì un comitato elettorale per sostenere il candidato socialista alla Camera dei deputati e nel 1898 i socialisti conquistarono la gestione della Cooperativa braccianti già diretta da liberali.
Agli inizi del Novecento si formarono le prime leghe di resistenza delle categorie operaie e contadine, mentre risale al 1904 la fondazione della Cooperativa operai metallurgici, la quale riuscì a salvarsi dalle interferenze ostili del regime fascista, raggiungendo in seguito alti livelli produttivi e commerciali. Nello stesso periodo si organizzarono i moderni partiti politici che svolsero la loro propaganda anche attraverso numerosi fogli locali particolarmente vivaci e battaglieri. Nel 1904 nel collegio di S. Giovanni in Persiceto fu eletto per la prima volta un deputato socialista (Giacomo Ferri) e nello stesso anno fu inaugurata la prima Casa del popolo; nel 1907 passò ai socialisti anche il governo del Comune (che per spirito anticlericale sarà denominato, dal 1912 al 1927, solamente Persiceto).
Dopo la Grande Guerra anche a Persiceto si sviluppò di nuovo la lotta agraria, che culminò nell'aprile 1920 nell’eccidio di Decima perpetrato dai Reali Carabinieri. Nelle battaglie politiche e sociali si ricorse alla violenza, che fu esercitata in particolare dai fascisti contro i socialisti e le loro istituzioni (molti Persicetani per i loro sentimenti antifascisti dovettero lasciare il paese o subirono il carcere o il confino).
Durante la Seconda guerra mondiale, prima e dopo il 25 luglio 1943, soprattutto nei venti mesi dell'occupazione tedesca, anche nel Persicetano si organizzò la resistenza contro i nazifascisti; partigiani persicetani operarono nella 63ª Brigata Garibaldi effettuando soprattutto azioni di sabotaggio sulla linea ferroviaria Bologna/Brennero e sulle strade. Gravi perdite subirono le forze partigiane a seguito dei rastrellamenti di Amola del Piano (5 dicembre 1944) e di Borgata Città (7 dicembre); nella notte fra il 20 e il 21 aprile 1945 battaglioni partigiani entrarono in azione per impedire la distruzione di magazzini e fabbriche da parte dei tedeschi in fuga, mentre le truppe alleate entravano in città nella notte successiva.
Sulla condotta delle Brigate nere bolognesi, fondate da Mussolini il 30 giugno 1944 come formazione ausiliaria del Partito Fascista, si espresse il generale delle truppe tedesche Frido von Senger und Etterlin, dall'autunno 1944 comandante de facto di Bologna, che nelle sue memorie di guerra le descrive come "Autentico flagello della popolazione, queste erano altrettanto odiate dai cittadini come dalle autorità. Le brigate nere erano composte dai seguaci più fanatici del partito. Sprezzanti della morte, incapaci di esprimere un giudizio personale, fedeli e devoti al Duce, gli uomini di queste formazioni erano capaci di assassinare chiunque, di compiere qualsiasi nefandezza quando si trattava di eliminare un avversario politico".
Dopo la Liberazione i Persicetani parteciparono con impegno e passione alle lotte politiche e sociali. Nelle elezioni prevalgono i partiti di sinistra, comunista e socialista (che fino al 1980 governano insieme il Comune), mentre ancora le lotte agrarie registrano azioni di violenza e si creano nel paese forti contrapposizioni anche ideologiche.
Dopo gli anni Cinquanta S. Giovanni in Persiceto, già centro di produzione agricola famoso per le sue fiere, subisce profonde trasformazioni: da un'economia prevalentemente agricola si passa ad un'economia industriale e commerciale; si riduce fortemente il numero degli addetti ai lavori agricoli (si introducono le macchine); si raddoppia la popolazione addetta al settore industriale e terziario; si spopola la campagna e si espande la città, la quale diventa sede anche di alcuni istituti scolastici superiori. Rinasce, infine, dopo decenni di oblio, la biblioteca comunale, mentre sorgono un importante centro intercomunale di impianti sportivi, un moderno osservatorio astronomico e un planetario.
Oggi, distante soltanto 10 chilometri dalla periferia nord di Bologna, San Giovanni in Persiceto fa parte del fulcro economico del capoluogo dell'Emilia-Romagna, e possiede una stazione collegata a Bologna da frequenti treni.

### Simboli

Gonfalone comunale

Lo stemma è stato riconosciuto con decreto del capo del governo del 23 ottobre 1928.
Il gonfalone e la bandiera sono stati concessi con D.P.R. del 25 gennaio 2021.
Il gonfalone è un drappo partito di bianco e d'azzurro, riccamente ornato di ricami d'oro e caricato dallo stemma della Città, con l'iscrizione centrata (cioè convessa verso l'alto) in oro, recante la denominazione della Città. La bandiera è un drappo partito di bianco e d’azzurro.

### Onorificenze
Titolo confermato da Benito Mussolini il 23 ottobre 1928.

San Giovanni in Persiceto è tra le città decorate al valor militare per la guerra di liberazione, insignita della medaglia d'argento al valor militare per i sacrifici delle sue popolazioni e per l'attività nella lotta partigiana durante la seconda guerra mondiale:
Al comune è dedicato un asteroide della fascia principale, 69245 Persiceto, scoperto nel 1981.

## Monumenti e luoghi d'interesse

### Architetture religiose

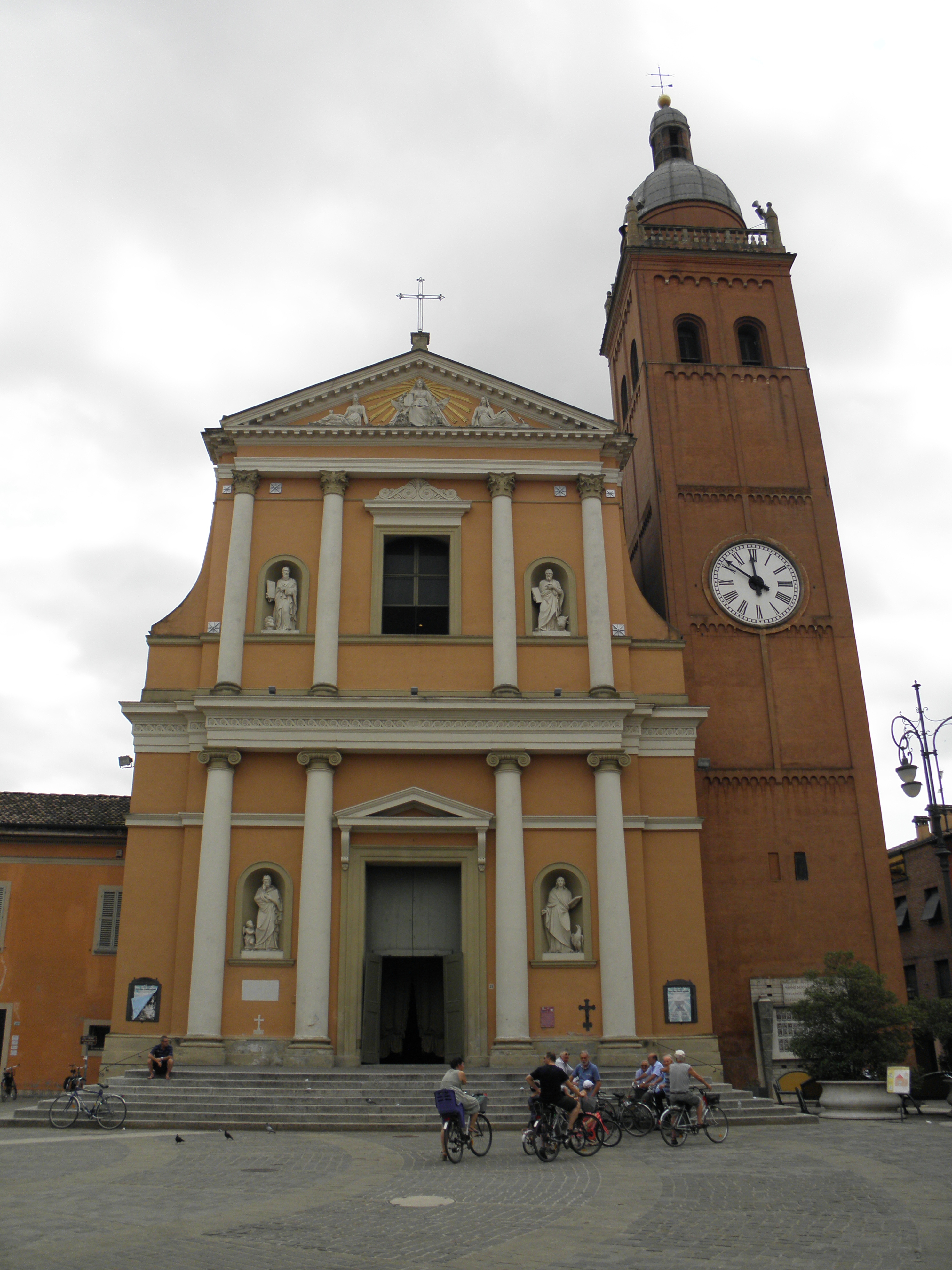
Collegiata di San Giovanni Battista.

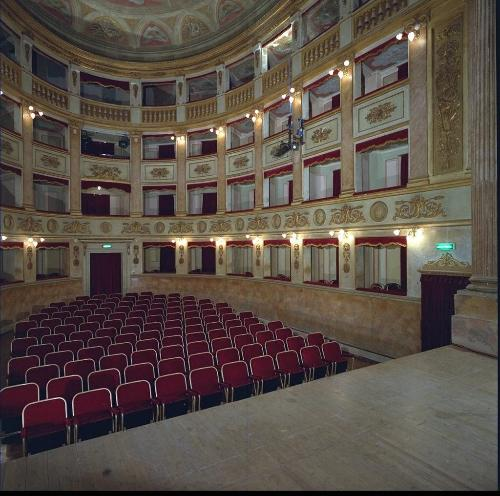
Il Teatro comunale.

- Collegiata di San Giovanni Battista, iniziata nel 1671[23] conserva importanti dipinti di pittori bolognesi, tra i quali Guercino, Francesco Albani, Ubaldo Gandolfi, Alessandro Guardassoni. Inoltre il campanile ospita la più antica campana presente nel Bolognese, fusa nel 1318.
- Ex Complesso conventuale di San Francesco.
- Chiesa della Beata Vergine della Cintura. Eretta su un edificio originario del 1547 è stata ristrutturata nel XVIII secolo da Alfonso Torreggiani.
- Chiesa di Sant'Apollinare, ricostruita nelle forme tardogotiche nel XV secolo.
- Chiesa del Santissimo Crocifisso, costruita nel XV secolo.
- Chiesa di San Biagio, nella frazione di Zenerigolo.
- Chiesa di San Giacomo, nella frazione di Lorenzatico.
- Chiesa dei Santi Ippolito e Cassiano, nella frazione di Castagnolo
- Chiesa dei Santi Senesio e Teopompo, nella frazione di Tivoli.
- Chiesa di San Matteo, nella frazione di San Matteo della Decima.
- Chiesa di Santa Maria e San Danio, nella frazione di Amola del Piano.
- Santuario della Madonna del Poggio o Santuario della Beata Vergine delle Grazie, nella frazione di Madonna del Poggio.[24][25]
- Santuario di Santa Clelia Barbieri, nella frazione di Le Budrie.

### Architetture civili
- Palazzo San Salvatore, progettato nel 1734 dall'architetto Giuseppe Civoli, fu costruito tra il 1737 ed il 1768. Ospita dal 1959 la Biblioteca Civica Giulio Cesare Croce.
- Casa dell'Abate o Palazzaccio, costruito nel XII secolo come residenza del mandatario della riscossione delle decime per l'Abbazia di Nonantola.
- Palazzo Comunale
- Porta Garibaldi, costruita nel 1830.
- Porta Vittoria, costruita nel 1781 su disegno di Giovanni Giacomo Dotti.
- Teatro Comunale, progettato da Giuseppe Tubertini, fu costruito nel 1790.
- Villa della Giovannina, nella frazione di San Matteo della Decima, fu commissionata da Giovanni II di Bentivoglio all'architetto Sebastiano Serlio. Fu costruita agli inizi del XVI secolo.
- L'insieme dei dipinti sui muri delle case prospicienti alla piazzetta Betlemme, con ortaggi fuori scala e animali fantastici che sembrano spiccare il volo dalle finestre, ha il nome di "Piazzetta degli inganni", ed è un'opera costituita da numerose scene di trompe-l'œil, ovvero illusioni pittoriche, realizzate dello scenografo e pittore Gino Pellegrini in due tempi fra gli anni Ottanta e Novanta.[26]

## Società

### Evoluzione demografica
Abitanti censiti

### Etnie e minoranze straniere
Al 31 dicembre 2023 la popolazione straniera è di 2 475 persone, pari all'8,41% dei residenti.

## Cultura

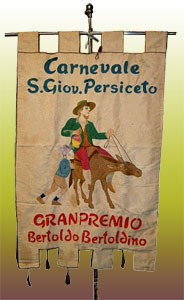
Il gonfalone di Bertoldo e Bertoldino: lo stendardo più bianco è l'ambito premio per le società carnevalesche.

### Eventi
Dal 1874 ogni anno a San Giovanni in Persiceto ha luogo in febbraio il carnevale storico persicetano, la cui maschera ispiratrice è Bertoldo, il contadino protagonista della raccolta di racconti Bertoldo, Bertoldino e Cacasenno di Giulio Cesare Croce. Analogamente, nella frazione San Matteo della Decima ogni anno ha luogo il carnevale di Decima.

### Musei
A San Giovanni in Persiceto ha sede il Museo del Cielo e della Terra, un ente che aggrega più strutture dei Comuni di Terre d'acqua (Persiceto, Sant'Agata Bolognese, Crevalcore, Anzola dell'Emilia, Sala Bolognese e Calderara di Reno) e che è gestito grazie alle associazioni locali di volontariato. Nel comprensorio persicetano si trova il Museo del Cielo e della Terra, che comprende un'area dedicata all'astronomia, con un planetario e un osservatorio astronomico, e il Civico orto botanico Ulisse Aldrovandi; mentre nella prima periferia si trova piccola area di riequilibrio ecologico, La Bora, al cui interno ha sede anche il Laboratorio dell'Insetto, e nel centro cittadino due aule che fungono da laboratorio di fisica.
Il Museo d'Arte Sacra e Quadreria Civica raccolgono opere provenienti da enti ecclesiastici e non di San Giovanni in Persiceto e del circondario. Il patrimonio più antico è costituito da 5 corali miniati da Nicolò di Giacomo attorno al 1370, che costituivano l'apparato liturgico completo della collegiata persicetana.
Il Museo conserva inoltre notevoli opere pittoriche che ricoprono un arco cronologico che va dal '500 (San Giovanni del Francia) fino ai primi anni del XX secolo (Salomè di Alberto e Fabio Fabbi).
A San Giovanni si trova anche una delle due sedi del Museo archeologico ambientale.

## Economia
Come in altri comuni della zona di Bologna, a San Giovanni in Persiceto viene coltivata una varietà di patata nota come "patata di Bologna", che il 24 luglio 2012 è entrata nell'elenco dei prodotti DOP italiani ottenendo il marchio DOP - PTN.

## Infrastrutture e trasporti

### Strade
Per San Giovanni in Persiceto passano due ex strade statali (ora strade provinciali): la 255 di San Matteo della Decima, che collega Modena a Ferrara, e la 568 di Crevalcore, che collega Bologna a San Felice sul Panaro.
Il comune è inoltre provvisto di una propria tangenziale, la strada provinciale 83.

### Ferrovie
Alla locale stazione, posta sulla ferrovia Bologna-Verona, si fermano treni delle linee Bologna-Brennero, Bologna-Verona e Bologna-Poggio Rusco.

## Amministrazione
Sindaci di San Giovanni in Persiceto dal 1946:
| Primo cittadino     | Partito | Partito                            | Coalizione          | Coalizione       | Mandato          | Mandato          | Elezione      |
| Primo cittadino     | Partito | Partito                            | Coalizione          | Coalizione       | Inizio           | Fine             | Elezione      |
| ------------------- | ------- | ---------------------------------- | ------------------- | ---------------- | ---------------- | ---------------- | ------------- |
| Giuseppe Drusiani   |         | -                                  |                     | -                | 1946             | 27 maggio 1949   | -             |
| Armide Forni        |         | Partito Comunista Italiano         |                     | -                | 28 luglio 1949   | 12 luglio 1951   | -             |
| Armando Marzocchi   |         | Partito Comunista Italiano         |                     | -                | 12 luglio 1951   | 15 giugno 1956   | -             |
| Armando Marzocchi   |         | Partito Comunista Italiano         | -                   | 15 giugno 1956   | 1 dicembre 1960  | -                |               |
| Armando Marzocchi   |         | Partito Comunista Italiano         | -                   | 1 dicembre 1960  | 23 febbraio 1965 | -                |               |
| Armando Marzocchi   |         | Partito Comunista Italiano         | -                   | 23 febbraio 1965 | 28 agosto 1970   | -                |               |
| Giovanni Marchesini |         | Partito Comunista Italiano         |                     | -                | 28 agosto 1970   | 1975             | -             |
| Marta Ansaloni      |         | Partito Comunista Italiano         |                     | -                | 1975             | 25 gennaio 1979  | -             |
| Gianna Serra        |         | Partito Comunista Italiano         |                     | -                | 25 gennaio 1979  | 18 novembre 1986 | -             |
| Antonio Nicoli      |         | Partito Comunista Italiano         |                     | -                | 18 novembre 1986 | 10 luglio 1990   | -             |
| Antonio Nicoli      |         | Partito Democratico della Sinistra |                     | -                | 10 luglio 1990   | 24 aprile 1995   | Elezioni 1990 |
| Giorgio Nicoli      |         | Partito Democratico della Sinistra |                     | PDS-Dem-PPI-FdV  | 24 aprile 1995   | 3 marzo 1999     | Elezioni 1995 |
| Paola Marani        |         | Democratici di Sinistra            |                     | DS-Dem-PPI-FdV   | 24 aprile 1999   | 14 giugno 2004   | Elezioni 1999 |
| Paola Marani        |         | Democratici di Sinistra            | DS-PRC-Lista civica | 14 giugno 2004   | 8 giugno 2009    | Elezioni 2004    |               |
| Renato Mazzuca      |         | Partito Democratico                |                     | PD-IdV           | 8 giugno 2009    | 27 maggio 2014   | Elezioni 2009 |
| Renato Mazzuca      |         | Partito Democratico                | PD-Lista civica     | 27 maggio 2014   | 27 gennaio 2016  | Elezioni 2014    |               |
| Lorenzo Pellegatti  |         | Lista civica                       |                     | Liste civiche    | 19 giugno 2016   | 4 ottobre 2021   | Elezioni 2016 |
| Lorenzo Pellegatti  |         | Lista civica                       | Liste civiche       | 4 ottobre 2021   | in carica        | Elezioni 2021    |               |

### Gemellaggi
- Pergine Valsugana, dal 2014[34]
- Roccamonfina, dal 2018[35]